# تخطيط كهربائية العضل والعصب
تخطيط كهربائية العضل والعصب (بالإنجليزية: Electromyoneurography) أو (EMNG). هو الجمع بين استخدام تخطيط كهربائية العضل ودراسة توصيل العصب، تسمح هذه التقنية بقياس سرعة توصيل العصب المحيطي عند التحفيز (تخطيط  كهربائية العصب) بالتزامن مع التسجيل الكهربائي للنشاط العضلي (تخطيط كهربائية العضل). يثبت استخدامهما المشترك أهميته من الناحية السريرية عبر السماح بمعرفة مصدر وموقع مرض عصبي عضلي معين، وللتشخيص الأكثر دقة.

## الخصائص
تخطيط كهربائية العضل هو تقنية تستخدم مسابر كهربائية سطحية للحصول على قراءات فيزيولوجية كهربائية من الخلايا العصبية والعضلية. يُسجل نشاط العصب بشكل عام باستخدام أقطاب كهربائية سطحية، عبر تحفيز العصب في موقع ما والتسجيل من موقع آخر بأقل مسافة ممكنة بين الموقعين. الفارق الزمني لجهد الفعل هو مقياس للوقت المستغرق لإمكانية قطع المسافة عبر الموقعين وهو مقياس لسرعة التوصيل على طول العصب. إن سعة جهد الفعل المقاسة بين خط القاعدي لذروة جهد الفعل، أو من الذروة إلى الذروة، هو مقياس لسرعة التوصيل على طول العصب. تشير الشذوذات في البيانات المأخوذة من قياسات الأعصاب، كالسعة الغائبة أو المنخفضة، إلى تلف أعصاب المحتمل.
تستخدم هذه التقنية في العديد من المجالات الطبية اليوم. أحد الأمثلة على استخدامها هو اكتشاف الاعتلال العصبي الناجم عن أمراض كالداء السكري. يمكن استخدامها أيضًا للكشف عن ضعف العضلات أو الشلل الناجم عن إنتان الدم أو فشل أعضاء متعددة لدى مرضى الغيبوبة. أصبحت هذه الطريقة تقنية طبية مستخدمة إلى حد كبير بسبب كفاءتها وبساطتها النسبية. وتعتبر مرغوبة بشكل خاص بسبب عدم وجود احتياطات خاصة أو تحضير مسبق في هذا الإجراء. ثمة حد أدنى من الألم وليس ثمة مخاطر كبيرة باستثناء تلك المرتبطة باستخدام الإبرة.

## التطبيقات الحديثة
يحتوي تخطيط كهربائية العضل والعصب على مجموعة متنوعة من التطبيقات الحديثة. إن مستوى الحساسية العالي للتقنية يجعلها مثالية للكشف عن تلف الأعصاب المحيطية بالإضافة إلى مجموعة متنوعة من الاعتلالات العضلية في مراحلها المبكرة. تمكنت هذه التقنية الكهربية الفيزيولوجية لاستخلاص البيانات من زيادة القدرات التشخيصية عند النظر في اضطرابات الاعتلال العصبي المحيطي كاعتلال الجذور واعتلال المحاوير بالإضافة إلى الاعتلالات العضلية كالحثل العضلي وتشنج العضل التوتري والوهن العضلي الوبيل. كان تخطيط كهربائية العضل والعصب هو التقنية الرئيسية المستخدمة في إحدى الدراسات للكشف عن اعتلال الأعصاب السكري، وهي حالة خطيرة تقدمية بطبيعتها.
يمكن أيضًا استخدام تخطيط كهربائية العضل والعصب لقياس تعافي المريض من الإجراءات الجراحية، كإصلاح الأعصاب. استُخدم التخطيط في دراسة أجريت على المرضى ممن يعانون من إصابات دانية في العصب الكعبري للإشارة إلى درجة تلف العصب قبل الجراحة وبعدها. في هذه الدراسة بالذات، كان التخطيط الكهربائي للعضل والعصب هو الطريقة المفضلة لقياس التعافي، وفُضِّل على التصوير بالرنين المغناطيسي (MRI) والتصوير المقطعي المحوسب (CT). عند النظر إلى جدول بيانات العينة، يمكن للمرء أن يرى أن المرضى بعد العملية الجراحية يظهرون عمومًا زيادة في متوسط سعة موجة العصب الكعبري، وانخفاض متوسط كمون العصب الكعبري وزيادة سرعة التوصيل الحركي العصبي. هذه النتائج كلها توجهات عامة يمكن توقعها عند إجراء الجراحة على الأعصاب التالفة في محاولة لزيادة أدائها.
عادةً ما ينتج عن الجمع الفريد لتخطيط العضل والعصب بشكل متزامن مستوى أعلى من القدرة التشخيصية في مجال الطب. غالبًا ما تؤدي هذه المنفعة المتزايدة إلى انخفاض الطلب على المزيد من التقنيات الغازية للحصول على بيانات الفيزيولوجيا الكهربية، كتصوير النخاع، وهو إجراء تكون فيه المضاعفات ليست بغير شائعة ويزداد مقدار العناية المطلوبة للرعاية ما بعد العملية.